# Aurinia saxatilis
Aurinia saxatilis là một loài thực vật có hoa trong họ Cải. Loài này được (L.) Desv. mô tả khoa học đầu tiên năm 1815.